# Jacques Parizeau

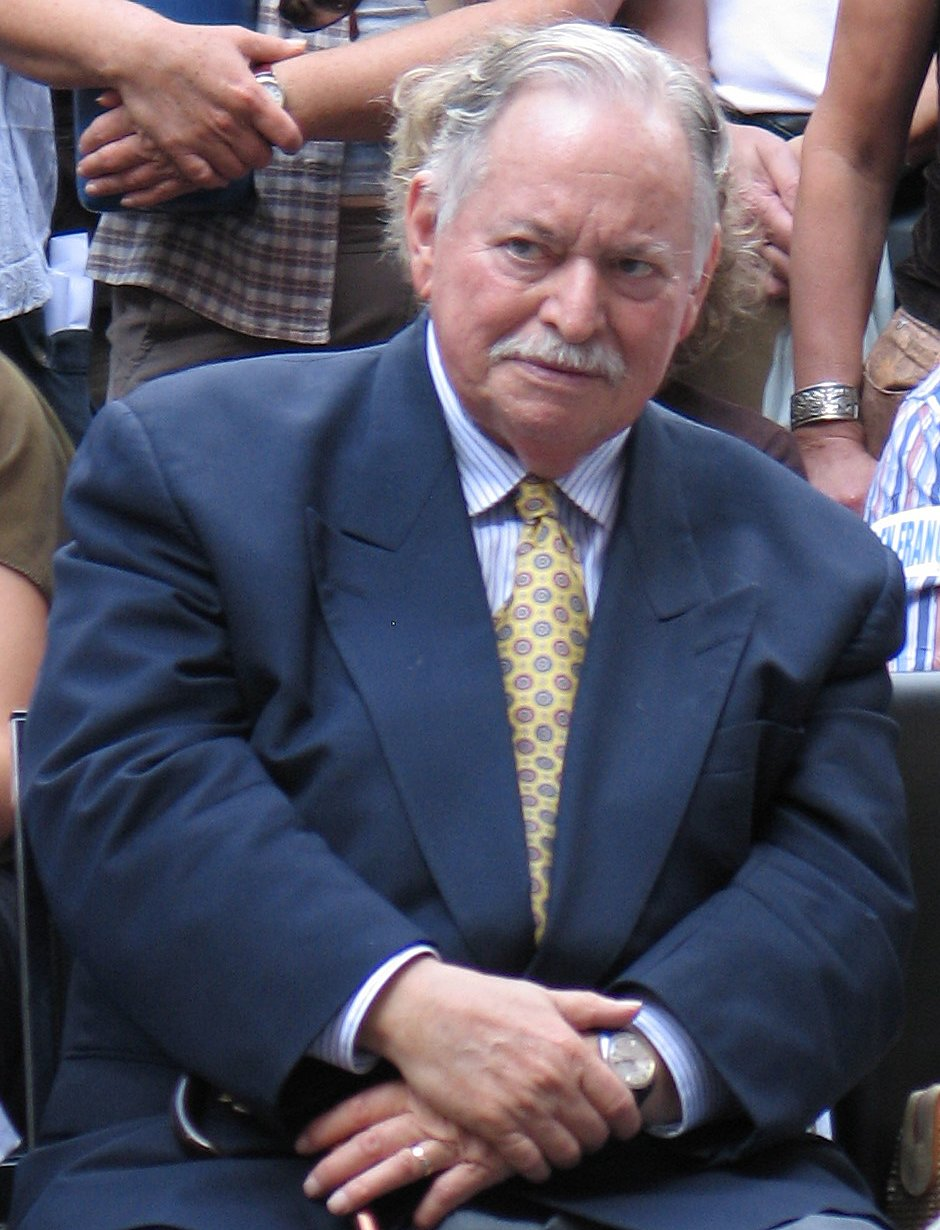
Jacques Parizeau (2007)

Jacques Parizeau, GOQ (* 9. August 1930 in Montreal; † 1. Juni 2015 ebenda) war ein kanadischer Politiker und Ökonom. Während der Stillen Revolution der 1960er Jahre trieb er die Verstaatlichung der Elektrizitätswirtschaft in der Provinz Québec und die Schaffung eines provinzeigenen Altersvorsorgesystems voran. Von 1976 bis 1984 war er Finanzminister in René Lévesques Regierung. 1987 wurde er zum Vorsitzenden der Parti Québécois gewählt. Vom 26. September 1994 bis zum 29. Januar 1996 war er Premierminister von Québec und betrieb einen separatistischen Kurs. Das von ihm angesetzte Unabhängigkeitsreferendum scheiterte am 30. Oktober 1995 äußerst knapp mit 50,58 % Ablehnung.

## Studium und Beruf
Der Sohn des Wirtschaftshistorikers Gérard Parizeau erhielt seine Schulbildung im Collège Stanislas, einer renommierten Privatschule in der Stadt Québec. Danach studierte er an der École des hautes études commerciales (HEC) in Montreal und am Institut d’études politiques in Paris. Schließlich erwarb er den Ph.D. an der London School of Economics. Von 1955 bis 1976 war Parizeau Professor an der HEC und leitete dort von 1973 bis 1975 das Institut für angewandte Wirtschaftswissenschaft.
Als Anhänger einer vom Staat gelenkten Marktwirtschaft nach den Prinzipien des Keynesianismus gehörte Parizeau in den 1960er Jahren zu den wichtigsten Beratern der Quebecer Provinzregierung und spielte während der Stillen Revolution im Hintergrund eine bedeutende Rolle. Er leistete einen wichtigen Beitrag bei der Verstaatlichung des Elektrizitätskonzerns Hydro-Québec, der Gründung des Pensionsfonds Caisse de dépôt et placement du Québec und der Investmentgesellschaft Société générale de financement sowie dem Aufbau eines provinzeigenen Altersvorsorgesystems (Régie des rentes du Québec), das vom übrigen kanadischen Sozialversicherungswesen unabhängig ist.

## Politische Karriere

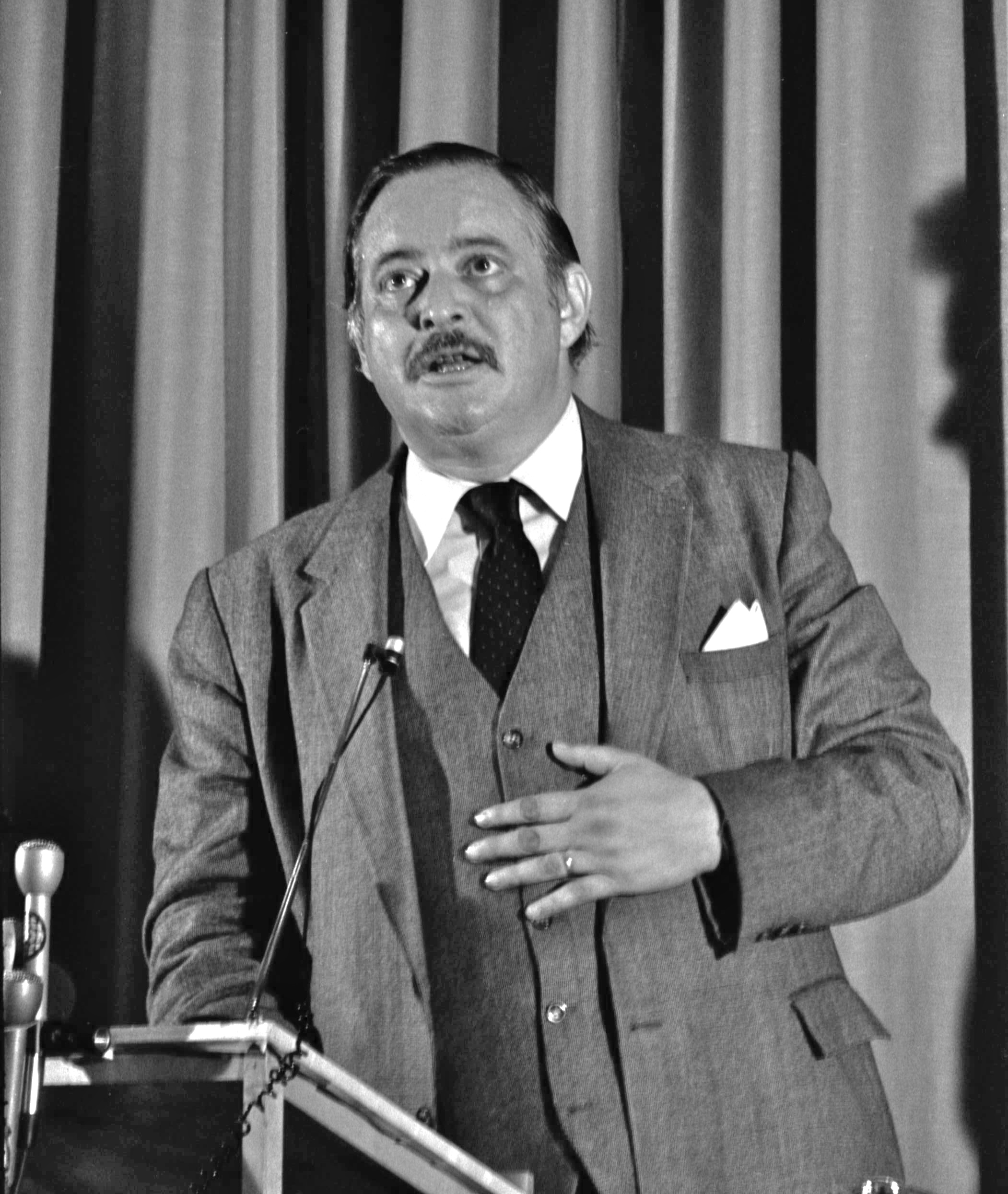
Jacques Parizeau bei einer Rede als Finanzminister (1981)

Parizeau wandelte sich zu einem überzeugten Separatisten (in Québec Souveränist genannt) und trat 1969 der Parti Québécois bei. 1970 und 1973 kandidierte er bei den Wahlen zur Nationalversammlung von Québec, jedoch ohne Erfolg. 1976 wurde er schließlich im Wahlkreis L’Assomption in der Region Lanaudière gewählt. Der neue Regierungschef René Lévesque ernannte Parizeau zum Finanzminister. Er unterstützte aktiv das Québec-Referendum 1980, das eine weitgehende Autonomie Québecs zum Ziel hatte, jedoch mit fast 60 % der Stimmen abgelehnt wurde.
Im November 1984 brach die Regierung auseinander. Lévesque hatte das kurzfristige Ziel der Unabhängigkeit Québecs aufgegeben und strebte Verhandlungen mit der Bundesregierung von Brian Mulroney an, um mittels Änderung der Verfassung den Föderalismus auszubauen. Parizeau war mit diesem Strategiewechsel nicht einverstanden und gab zusammen mit mehreren Ministern seinen Rücktritt bekannt. Er zog sich zwischenzeitlich aus der Politik zurück und nahm seine Lehrtätigkeit an der HEC wieder auf. Lévesque konnte sich nicht lange halten, an seine Stelle trat Pierre Marc Johnson.
Trotz seines Bruchs mit Lévesque hatte Parizeau innerhalb der Parti Québécois noch immer großen Einfluss. Nach Johnsons Rücktritt wurde er am 19. März 1988 zum neuen Parteivorsitzenden gewählt und übernahm auch die Rolle des Oppositionsführers in der Nationalversammlung. Die Wahlen 1989 endeten mit einer deutlichen Niederlage, doch bei den Wahlen fünf Jahre später konnte die Parti Québecois 77 von 125 Sitzen gewinnen. Am 26. September 1994 wurde Parizeau als neuer Premierminister vereidigt.

## Premierminister von Québec
Parizeau versprach, innerhalb eines Jahres eine Volksabstimmung zur Unabhängigkeit Québecs durchzuführen. In frühen Meinungsumfragen lag die Zustimmung lediglich bei rund 40 %. Zwar stieg sie wieder leicht, stagnierte dann aber. Parizeau gab dem Druck nach und übertrug Lucien Bouchard, dem populären Vorsitzenden der auf Bundesebene tätigen Partei Bloc Québécois, die Hauptverantwortung für die ins Stocken geratene Kampagne. Das Unabhängigkeitsreferendum am 30. Oktober 1995 scheiterte nur ganz knapp: 50,58 % lehnten die Loslösung von Kanada ab, bei einer Beteiligung von 94 % der eingeschriebenen Wähler.
Nachdem das Ergebnis feststand, machte Parizeau «Geld und die Stimmen der Minderheiten» für das Scheitern verantwortlich. Damit meinte er illegale Ausgaben des gegnerischen Referendumskomitees und die überwältigende Ablehnung der Unabhängigkeit durch die Minderheiten der Englischsprachigen und Ureinwohner. Seine umstrittenen Äußerungen wurden in den Medien heftig kritisiert. Am darauf folgenden Tag gab er seinen bevorstehenden Rücktritt bekannt. Bouchard ersetzte Parizeau am 29. Januar 1996 als Parteivorsitzender und Premierminister.
Nach seinem Rücktritt zog sich Parizeau ins Privatleben zurück, kritisierte aber wiederholt Bouchards neue Regierung und dessen zögerliche Haltung in der Frage der Unabhängigkeit.

## Privatleben
Jacques Parizeau war in erster Ehe mit der aus Polen stammenden Schriftstellerin Alice Parizeau (Alicja Poznańska) verheiratet, die 1990 starb. Zwei Jahre später heiratete er Lisette Lapointe, die seit seiner Zeit als Finanzminister seine Pressesprecherin und Sekretärin war. 2007 kandidierte sie selbst um einen Sitz in der Nationalversammlung und war im Wahlkreis Crémazie im Norden Montreals für die Parti Québécois erfolgreich. Parizeau lebte auf einem Bauernhof in der Region Estrie und war Besitzer eines Rebbergs in Frankreich.

## Werke
- Les post-keynésiens et la politique économique contemporaine. 1960 (Online-Version)
- La solution. Le programme du Parti québécois présenté par René Lévesque. 1970 (Online-Version)
- Cours initiation à l'économie du Québec. 1975
- Pour un Québec souverain. VLB éditeur, 1997, ISBN 2-89005-655-4.
- Une bouteille à la mer? Le Québec et la mondialisation. VLB éditeur, 1998, ISBN 2-89005-688-0.